# Singoli al numero uno in Lettonia
La presente lista elenca i singoli alla posizione numero uno della classifica settimanale lettone, che sono stati, nel corso delle settimane, i brani più venduti nei negozi digitali e più riprodotti sulle piattaforme di streaming. La classifica è redatta dalla Latvijas Izpildītāju un producentu apvienība, l'associazione dell'industria musicale lettone, in collaborazione con l'azienda Ranger.

## 2017
| Settimana   | Artista                     | Brano    | Note  |
| ----------- | --------------------------- | -------- | ----- |
| 1º dicembre | Post Malone feat. 21 Savage | Rockstar | [ 1 ] |
| 8 dicembre  | Post Malone feat. 21 Savage | Rockstar | [ 2 ] |
| 15 dicembre | Post Malone feat. 21 Savage | Rockstar | [ 2 ] |
| 22 dicembre | Post Malone feat. 21 Savage | Rockstar | [ 3 ] |
| 29 dicembre | Post Malone feat. 21 Savage | Rockstar | [ 4 ] |

## 2018
| Settimana    | Artista                                         | Brano                           | Note   |
| ------------ | ----------------------------------------------- | ------------------------------- | ------ |
| 5 gennaio    | Post Malone feat. 21 Savage                     | Rockstar                        | [ 5 ]  |
| 12 gennaio   | Post Malone feat. 21 Savage                     | Rockstar                        | [ 6 ]  |
| 19 gennaio   | Post Malone feat. 21 Savage                     | Rockstar                        | [ 7 ]  |
| 26 gennaio   | Post Malone feat. 21 Savage                     | Rockstar                        | [ 8 ]  |
| 2 febbraio   | Drake                                           | God's Plan                      | [ 9 ]  |
| 9 febbraio   | Drake                                           | God's Plan                      | [ 10 ] |
| 16 febbraio  | Drake                                           | God's Plan                      | [ 11 ] |
| 23 febbraio  | Drake                                           | God's Plan                      | [ 12 ] |
| 2 marzo      | Drake                                           | God's Plan                      | [ 13 ] |
| 9 marzo      | Drake                                           | God's Plan                      | [ 14 ] |
| 16 marzo     | Drake                                           | God's Plan                      | [ 15 ] |
| 23 marzo     | Drake                                           | God's Plan                      | [ 16 ] |
| 30 marzo     | Drake                                           | God's Plan                      | [ 17 ] |
| 6 aprile     | Drake                                           | God's Plan                      | [ 18 ] |
| 13 aprile    | Drake                                           | God's Plan                      | [ 19 ] |
| 20 aprile    | Drake                                           | God's Plan                      | [ 20 ] |
| 27 aprile    | Ariana Grande                                   | No Tears Left to Cry            | [ 21 ] |
| 4 maggio     | Post Malone                                     | Psycho                          | [ 22 ] |
| 11 maggio    | Calvin Harris e Dua Lipa                        | One Kiss                        | [ 23 ] |
| 18 maggio    | Childish Gambino                                | This Is America                 | [ 24 ] |
| 25 maggio    | Childish Gambino                                | This Is America                 | [ 25 ] |
| 1º giugno    | Calvin Harris e Dua Lipa                        | One Kiss                        | [ 26 ] |
| 8 giugno     | Calvin Harris e Dua Lipa                        | One Kiss                        | [ 27 ] |
| 15 giugno    | Calvin Harris e Dua Lipa                        | One Kiss                        | [ 28 ] |
| 22 giugno    | XXXTentacion                                    | Sad!                            | [ 29 ] |
| 29 giugno    | XXXTentacion                                    | Sad!                            | [ 30 ] |
| 6 luglio     | XXXTentacion                                    | Sad!                            | [ 31 ] |
| 13 luglio    | XXXTentacion                                    | Sad!                            | [ 32 ] |
| 20 luglio    | Drake                                           | In My Feelings                  | [ 33 ] |
| 27 luglio    | Drake                                           | In My Feelings                  | [ 34 ] |
| 3 agosto     | Drake                                           | In My Feelings                  | [ 35 ] |
| 10 agosto    | Dynoro e Gigi D'Agostino                        | In My Mind                      | [ 36 ] |
| 17 agosto    | Dynoro e Gigi D'Agostino                        | In My Mind                      | [ 37 ] |
| 24 agosto    | Dynoro e Gigi D'Agostino                        | In My Mind                      | [ 38 ] |
| 31 agosto    | Dynoro e Gigi D'Agostino                        | In My Mind                      | [ 38 ] |
| 7 settembre  | Dynoro e Gigi D'Agostino                        | In My Mind                      | [ 39 ] |
| 14 settembre | Kanye West e Lil Pump                           | I Love It                       | [ 40 ] |
| 21 settembre | Kanye West e Lil Pump                           | I Love It                       | [ 40 ] |
| 28 settembre | Lil Peep e XXXTentacion                         | Falling Down                    | [ 41 ] |
| 5 ottobre    | Lil Peep e XXXTentacion                         | Falling Down                    | [ 42 ] |
| 12 ottobre   | Lil Peep e XXXTentacion                         | Falling Down                    | [ 43 ] |
| 19 ottobre   | Lil Peep e XXXTentacion                         | Falling Down                    | [ 44 ] |
| 26 ottobre   | Lil Peep e XXXTentacion                         | Falling Down                    | [ 45 ] |
| 2 novembre   | XXXTentacion e Lil Pump feat. Maluma & Swae Lee | Arms Around You                 | [ 46 ] |
| 9 novembre   | XXXTentacion e Lil Pump feat. Maluma & Swae Lee | Arms Around You                 | [ 47 ] |
| 16 novembre  | Ariana Grande                                   | Thank U, Next                   | [ 48 ] |
| 23 novembre  | Ariana Grande                                   | Thank U, Next                   | [ 49 ] |
| 30 novembre  | Ariana Grande                                   | Thank U, Next                   | [ 49 ] |
| 7 dicembre   | Ariana Grande                                   | Thank U, Next                   | [ 50 ] |
| 14 dicembre  | Ariana Grande                                   | Thank U, Next                   | [ 51 ] |
| 21 dicembre  | Mariah Carey                                    | All I Want for Christmas Is You | [ 52 ] |
| 28 dicembre  | Mariah Carey                                    | All I Want for Christmas Is You | [ 53 ] |

## 2019
| Settimana    | Artista                       | Brano                     | Note                      |
| ------------ | ----------------------------- | ------------------------- | ------------------------- |
| 4 gennaio    | Post Malone                   | Wow                       | [ 54 ]                    |
| 11 gennaio   | Post Malone                   | Wow                       | [ 54 ]                    |
| 18 gennaio   | Post Malone                   | Wow                       | [ 55 ]                    |
| 25 gennaio   | Ariana Grande                 | 7 Rings                   | [ 56 ]                    |
| 1º febbraio  | Ariana Grande                 | 7 Rings                   | [ 57 ]                    |
| 8 febbraio   | Billie Eilish                 | Bury a Friend             | [ 57 ]                    |
| 15 febbraio  | Ariana Grande                 | 7 Rings                   | [ 57 ]                    |
| 22 febbraio  | Ariana Grande                 | 7 Rings                   | [ 58 ]                    |
| 1º marzo     | Ariana Grande                 | 7 Rings                   | [ 59 ]                    |
| 8 marzo      | Ariana Grande                 | 7 Rings                   | [ 60 ]                    |
| 15 marzo     | Ariana Grande                 | 7 Rings                   | [ 61 ]                    |
| 22 marzo     | Ariana Grande                 | 7 Rings                   | [ 62 ]                    |
| 29 marzo     | Post Malone                   | Wow                       | [ 63 ]                    |
| 5 aprile     | Billie Eilish                 | Bad Guy                   | [ 64 ]                    |
| 12 aprile    | Billie Eilish                 | Bad Guy                   | [ 65 ]                    |
| 19 aprile    | Billie Eilish                 | Bad Guy                   | [ 66 ]                    |
| 26 aprile    | Billie Eilish                 | Bad Guy                   | [ 67 ]                    |
| 3 maggio     | Billie Eilish                 | Bad Guy                   | [ 68 ]                    |
| 10 maggio    | Billie Eilish                 | Bad Guy                   | [ 69 ]                    |
| 17 maggio    | Billie Eilish                 | Bad Guy                   | [ 70 ]                    |
| 24 maggio    | Billie Eilish                 | Bad Guy                   | [ 71 ]                    |
| 31 maggio    | Billie Eilish                 | Bad Guy                   | [ 72 ]                    |
| 7 giugno     | Billie Eilish                 | Bad Guy                   | [ 73 ]                    |
| 14 giugno    | Billie Eilish                 | Bad Guy                   | [ 74 ]                    |
| 21 giugno    | Billie Eilish                 | Bad Guy                   | [ 75 ]                    |
| 28 giugno    | Shawn Mendes e Camila Cabello | Señorita                  | [ 76 ]                    |
| 5 luglio     | Shawn Mendes e Camila Cabello | Señorita                  | [ 77 ]                    |
| 12 luglio    | Shawn Mendes e Camila Cabello | Señorita                  | [ 78 ]                    |
| 19 luglio    | Shawn Mendes e Camila Cabello | Señorita                  | [ 79 ]                    |
| 26 luglio    | Shawn Mendes e Camila Cabello | Señorita                  | [ 80 ]                    |
| 2 agosto     | Shawn Mendes e Camila Cabello | Señorita                  | [ 81 ]                    |
| 9 agosto     | Shawn Mendes e Camila Cabello | Señorita                  | [ 82 ]                    |
| 16 agosto    | Shawn Mendes e Camila Cabello | Señorita                  | [ 83 ]                    |
| 23 agosto    | Shawn Mendes e Camila Cabello | Señorita                  | [ 84 ]                    |
| 30 agosto    | Shawn Mendes e Camila Cabello | Señorita                  | [ 85 ]                    |
| 6 settembre  | Shawn Mendes e Camila Cabello | Señorita                  | [ 86 ]                    |
| 13 settembre | Tones and I                   | Dance Monkey              | [ 87 ]                    |
| 20 settembre | Tones and I                   | Dance Monkey              | [ 88 ]                    |
| 27 settembre | Tones and I                   | Dance Monkey              | [ 89 ]                    |
| 4 ottobre    | Tones and I                   | Dance Monkey              | [ 90 ]                    |
| 11 ottobre   | Travis Scott                  | Highest in the Room       | [ 91 ]                    |
| 18 ottobre   | Tones and I                   | Dance Monkey              | [ 92 ]                    |
| 25 ottobre   | Tones and I                   | Dance Monkey              | [ 93 ]                    |
| 1º novembre  | Tones and I                   | Dance Monkey              | [ 94 ]                    |
| 8 novembre   | Tones and I                   | Dance Monkey              | [ 95 ]                    |
| 15 novembre  | Tones and I                   | Dance Monkey              | [ 96 ]                    |
| 22 novembre  | Billie Eilish                 | Everything I Wanted       | [ 97 ]                    |
| 29 novembre  | Billie Eilish                 | Everything I Wanted       | [ 98 ]                    |
| 6 dicembre   | Trevor Daniel                 | Falling                   | [ 99 ]                    |
| 13 dicembre  | Trevor Daniel                 | Falling                   | [ 100 ]                   |
| 20 dicembre  | Trevor Daniel                 | Falling                   | [ 101 ]                   |
| 27 dicembre  | classifica non pubblicata     | classifica non pubblicata | classifica non pubblicata |

## 2020
| Settimana   | Artista                   | Brano                     | Note                      |
| ----------- | ------------------------- | ------------------------- | ------------------------- |
| 3 gennaio   | classifica non pubblicata | classifica non pubblicata | classifica non pubblicata |
| 10 gennaio  | classifica non pubblicata | classifica non pubblicata | classifica non pubblicata |
| 17 gennaio  | classifica non pubblicata | classifica non pubblicata | classifica non pubblicata |
| 24 gennaio  | classifica non pubblicata | classifica non pubblicata | classifica non pubblicata |
| 31 gennaio  | classifica non pubblicata | classifica non pubblicata | classifica non pubblicata |
| 7 febbraio  | classifica non pubblicata | classifica non pubblicata | classifica non pubblicata |
| 14 febbraio | classifica non pubblicata | classifica non pubblicata | classifica non pubblicata |
| 21 febbraio | classifica non pubblicata | classifica non pubblicata | classifica non pubblicata |
| 28 febbraio | Roddy Ricch               | The Box                   | [ 102 ]                   |
| 6 marzo     | classifica non pubblicata | classifica non pubblicata | classifica non pubblicata |
| 13 marzo    | classifica non pubblicata | classifica non pubblicata | classifica non pubblicata |
| 20 marzo    | classifica non pubblicata | classifica non pubblicata | classifica non pubblicata |
| 27 marzo    | classifica non pubblicata | classifica non pubblicata | classifica non pubblicata |
| 3 aprile    | Saint Jhn                 | Roses (Imanbek Remix)     | [ 103 ]                   |
| 10 aprile   | Saint Jhn                 | Roses (Imanbek Remix)     | [ 104 ]                   |

## 2023
| Settimana | Artista                          | Brano                             | Note    |
| --------- | -------------------------------- | --------------------------------- | ------- |
| 1         | David Guetta e Bebe Rexha        | I'm Good (Blue)                   | [ 105 ] |
| 2         | Instasamka                       | Za den'gi da                      | [ 106 ] |
| 3         | Miley Cyrus                      | Flowers                           | [ 107 ] |
| 4         | Miley Cyrus                      | Flowers                           | [ 108 ] |
| 5         | Miley Cyrus                      | Flowers                           | [ 109 ] |
| 6         | Miley Cyrus                      | Flowers                           | [ 110 ] |
| 7         | Miley Cyrus                      | Flowers                           | [ 111 ] |
| 8         | Miley Cyrus                      | Flowers                           | [ 112 ] |
| 9         | Miley Cyrus                      | Flowers                           | [ 113 ] |
| 10        | Miley Cyrus                      | Flowers                           | [ 114 ] |
| 11        | Miley Cyrus                      | Flowers                           | [ 115 ] |
| 12        | Miley Cyrus                      | Flowers                           | [ 116 ] |
| 13        | Miley Cyrus                      | Flowers                           | [ 117 ] |
| 14        | Miley Cyrus                      | Flowers                           | [ 118 ] |
| 15        | Macan                            | Asphalt 8                         | [ 119 ] |
| 16        | David Kushner                    | Daylight                          | [ 120 ] |
| 17        | David Kushner                    | Daylight                          | [ 121 ] |
| 18        | David Kushner                    | Daylight                          | [ 122 ] |
| 19        | David Kushner                    | Daylight                          | [ 123 ] |
| 20        | Käärijä                          | Cha cha cha                       | [ 124 ] |
| 21        | Käärijä                          | Cha cha cha                       | [ 125 ] |
| 22        | Jauns Mēness                     | Kad Mēness jūrā krīt              | [ 126 ] |
| 23        | David Kushner                    | Daylight                          | [ 127 ] |
| 24        | David Kushner                    | Daylight                          | [ 128 ] |
| 25        | Jain                             | Makeba                            | [ 129 ] |
| 26        | Bermudu Divstūris                | Brāl' ar dzīvi nekaulē            | [ 130 ] |
| 27        | David Kushner                    | Daylight                          | [ 131 ] |
| 28        | Kravc e Gio Pika                 | Gde prošla ty                     | [ 132 ] |
| 29        | Jung Kook feat. Latto            | Seven                             | [ 133 ] |
| 30        | Gunna                            | FukUMean                          | [ 134 ] |
| 31        | Travis Scott feat. Playboi Carti | Fein                              | [ 135 ] |
| 32        | Peggy Gou                        | (It Goes like) Nanana             | [ 136 ] |
| 33        | Peggy Gou                        | (It Goes like) Nanana             | [ 137 ] |
| 34        | Doja Cat                         | Paint the Town Red                | [ 138 ] |
| 35        | Doja Cat                         | Paint the Town Red                | [ 139 ] |
| 36        | Doja Cat                         | Paint the Town Red                | [ 140 ] |
| 37        | Doja Cat                         | Paint the Town Red                | [ 141 ] |
| 38        | Doja Cat                         | Paint the Town Red                | [ 142 ] |
| 39        | Doja Cat                         | Paint the Town Red                | [ 143 ] |
| 40        | Kenya Grace                      | Strangers                         | [ 144 ] |
| 41        | Drake feat. Yeat                 | IDGAF                             | [ 145 ] |
| 42        | Kenya Grace                      | Strangers                         | [ 146 ] |
| 43        | Kenya Grace                      | Strangers                         | [ 147 ] |
| 44        | Kenya Grace                      | Strangers                         | [ 148 ] |
| 45        | Kenya Grace                      | Strangers                         | [ 149 ] |
| 46        | Kenya Grace                      | Strangers                         | [ 150 ] |
| 47        | Kenya Grace                      | Strangers                         | [ 151 ] |
| 48        | Mariah Carey                     | All I Want for Christmas Is You   | [ 152 ] |
| 49        | Aigel                            | Pıyala                            | [ 153 ] |
| 50        | Aigel                            | Pıyala                            | [ 154 ] |
| 51        | Mariah Carey                     | All I Want for Christmas Is You   | [ 155 ] |
| 52        | Brenda Lee                       | Rockin' Around the Christmas Tree | [ 156 ] |

## 2024
| Settimana | Artista                                | Brano                           | Note    |
| --------- | -------------------------------------- | ------------------------------- | ------- |
| 1         | Jack Harlow                            | Lovin on Me                     | [ 157 ] |
| 2         | Jack Harlow                            | Lovin on Me                     | [ 158 ] |
| 3         | Ariana Grande                          | Yes, And?                       | [ 159 ] |
| 4         | 21 Savage                              | Redrum                          | [ 160 ] |
| 5         | 21 Savage                              | Redrum                          | [ 161 ] |
| 6         | 21 Savage                              | Redrum                          | [ 162 ] |
| 7         | ¥$ e Rich the Kid feat. Playboi Carti  | Carnival                        | [ 163 ] |
| 8         | ¥$ e Rich the Kid feat. Playboi Carti  | Carnival                        | [ 164 ] |
| 9         | ¥$ e Rich the Kid feat. Playboi Carti  | Carnival                        | [ 165 ] |
| 10        | ¥$ e Rich the Kid feat. Playboi Carti  | Carnival                        | [ 166 ] |
| 11        | ¥$ e Rich the Kid feat. Playboi Carti  | Carnival                        | [ 167 ] |
| 12        | ¥$ e Rich the Kid feat. Playboi Carti  | Carnival                        | [ 168 ] |
| 13        | Olas ed Esmeralda feat. Heywhosthatkid | Nārnija                         | [ 169 ] |
| 14        | Artemas                                | I Like the Way You Kiss Me      | [ 170 ] |
| 15        | Artemas                                | I Like the Way You Kiss Me      | [ 170 ] |
| 16        | Artemas                                | I Like the Way You Kiss Me      | [ 171 ] |
| 17        | Artemas                                | I Like the Way You Kiss Me      | [ 172 ] |
| 18        | Artemas                                | I Like the Way You Kiss Me      | [ 173 ] |
| 19        | Artemas                                | I Like the Way You Kiss Me      | [ 174 ] |
| 20        | Joost Klein                            | Europapa                        | [ 175 ] |
| 21        | Tommy Richman                          | Million Dollar Baby             | [ 176 ] |
| 22        | Tommy Richman                          | Million Dollar Baby             | [ 177 ] |
| 23        | Eminem                                 | Houdini                         | [ 178 ] |
| 24        | Eminem                                 | Houdini                         | [ 179 ] |
| 25        | Eminem                                 | Houdini                         | [ 180 ] |
| 26        | Olas ed Esmeralda feat. Heywhosthatkid | Nārnija                         | [ 181 ] |
| 27        | Tommy Richman                          | Million Dollar Baby             | [ 182 ] |
| 28        | Kendrick Lamar                         | Not like Us                     | [ 183 ] |
| 29        | Big Baby Tape e Aarne                  | Supersonic                      | [ 184 ] |
| 30        | Big Baby Tape e Aarne                  | Supersonic                      | [ 185 ] |
| 31        | Jimin                                  | Who                             | [ 186 ] |
| 32        | Charli XCX feat. Billie Eilish         | Guess                           | [ 187 ] |
| 33        | Hanumankind e Kalmi                    | Big Dawgs                       | [ 188 ] |
| 34        | Jimin                                  | Who                             | [ 189 ] |
| 35        | Jimin                                  | Who                             | [ 190 ] |
| 36        | Hanumankind e Kalmi                    | Big Dawgs                       | [ 191 ] |
| 37        | Linkin Park                            | The Emptiness Machine           | [ 192 ] |
| 38        | Linkin Park                            | The Emptiness Machine           | [ 193 ] |
| 39        | Jimin                                  | Who                             | [ 194 ] |
| 40        | The Weeknd e Playboi Carti             | Timeless                        | [ 195 ] |
| 41        | Jimin                                  | Who                             | [ 196 ] |
| 42        | Gigi Perez                             | Sailor Song                     | [ 197 ] |
| 43        | Gigi Perez                             | Sailor Song                     | [ 198 ] |
| 44        | Gigi Perez                             | Sailor Song                     | [ 199 ] |
| 45        | Gigi Perez                             | Sailor Song                     | [ 200 ] |
| 46        | Jimin                                  | Who                             | [ 201 ] |
| 47        | Jimin                                  | Who                             | [ 202 ] |
| 48        | Jimin                                  | Who                             | [ 203 ] |
| 49        | Jimin                                  | Who                             | [ 204 ] |
| 50        | Jimin                                  | Who                             | [ 205 ] |
| 51        | Jimin                                  | Who                             | [ 206 ] |
| 52        | Mariah Carey                           | All I Want for Christmas Is You | [ 207 ] |

## 2025
| Settimana | Artista                          | Brano                   | Note    |
| --------- | -------------------------------- | ----------------------- | ------- |
| 1         | Bermudu Divstūris feat. DJ Guano | Flamingo                | [ 208 ] |
| 2         | Rosé e Bruno Mars                | Apt.                    | [ 209 ] |
| 3         | Chrystal e Notion                | The Days (Notion Remix) | [ 210 ] |
| 4         | Chrystal e Notion                | The Days (Notion Remix) | [ 211 ] |
| 5         | Chrystal e Notion                | The Days (Notion Remix) | [ 212 ] |
| 6         | Chrystal e Notion                | The Days (Notion Remix) | [ 213 ] |
| 7         | Lady Gaga                        | Abracadabra             | [ 214 ] |
| 8         | Morgenštern                      | Povod                   | [ 215 ] |
| 9         | Morgenštern                      | Povod                   | [ 216 ] |
| 10        | Sleepy Hallow feat. Doechii      | Anxiety                 | [ 217 ] |
| 11        | Doechii                          | Anxiety                 | [ 218 ] |
| 12        | Playboi Carti                    | Evil J0rdan             | [ 219 ] |
| 13        | Playboi Carti                    | Evil J0rdan             | [ 220 ] |
| 14        | Alex Warren                      | Ordinary                | [ 221 ] |
| 15        | Alex Warren                      | Ordinary                | [ 222 ] |
| 16        | Kizaru e Icegergert              | Fake ID                 | [ 223 ] |
| 17        | Kizaru e Icegergert              | Fake ID                 | [ 224 ] |
| 18        | Jung Kook feat. Latto            | Seven                   | [ 225 ] |
| 19        | Jung Kook feat. Latto            | Seven                   | [ 226 ] |
| 20        | Jung Kook feat. Latto            | Seven                   | [ 227 ] |
| 21        | Abor & Tynna                     | Baller                  | [ 228 ] |
| 22        | Abor & Tynna                     | Baller                  | [ 229 ] |
| 23        | Fiņķis e Patrisha                | Raķešu zinātne          | [ 230 ] |
| 24        | Fiņķis e Patrisha                | Raķešu zinātne          | [ 231 ] |
| 25        | Fiņķis e Patrisha                | Raķešu zinātne          | [ 232 ] |
| 26        | Fiņķis e Patrisha                | Raķešu zinātne          | [ 233 ] |
| 27        | Fiņķis e Patrisha                | Raķešu zinātne          | [ 234 ] |
| 28        | Fiņķis e Patrisha                | Raķešu zinātne          | [ 235 ] |
| 29        | Fiņķis e Patrisha                | Raķešu zinātne          | [ 236 ] |
| 30        | Fiņķis e Patrisha                | Raķešu zinātne          | [ 237 ] |
| 31        | Fiņķis e Patrisha                | Raķešu zinātne          | [ 238 ] |
| 32        | Fiņķis                           | Baudam!                 | [ 239 ] |
| 33        | Fiņķis                           | Baudam!                 | [ 240 ] |